# 北都カードサービス
株式会社北都カードサービス（ほくとカードサービス、英:HOKUTO CARD SERVICE, Ltd.）は、秋田県秋田市に本社を置く北都銀行系列であった企業。

## 概要
UCカードのブラザーズカンパニーであるほか、三菱UFJニコスのフランチャイジーでもあった。また、北都銀行の顧客基盤をもとに主に秋田県内でUCカード・DCカードの発行や加盟店の開拓も手掛けていた。
2012年（平成24年）4月1日、荘銀カードに吸収合併され解散。合併後のフィデアカード本社は、当社本社社屋に設置された。

## 沿革

### 合併前の沿革
北都信用保証株式会社
- 1983年（昭和58年）12月1日 - 「羽後信用保証株式会社」設立。
- 1993年（平成5年）4月1日 - 母体銀行合併に伴い、「北都信用保証株式会社」に商号変更。
- 2001年（平成13年）10月1日 - 「北都ディーシーカード株式会社」と合併。

北都ディーシーカード株式会社
- 1991年（平成3年）1月 - 「うぎんディーシーカード株式会社」設立。
- 1993年（平成5年）4月1日 - 母体銀行合併に伴い、「北都ディーシーカード株式会社」に商号変更。
- 2001年（平成13年）10月1日 - 「北都信用保証株式会社」と合併。

### 合併後の沿革
- 2001年（平成13年）10月1日 - 合併に伴い、「株式会社北都カードサービス」に商号変更。
- 2008年（平成20年）10月1日 - 北都クレジットを吸収合併。合併に伴い、UCカード・UFJカードブランドの取扱開始[2]。
- 2010年（平成22年）10月1日 - UFJカードブランドのすべてとDCカードのうち分割専用カードの新規発行受付を停止。
- 2012年（平成24年）4月1日 - 荘銀カードに吸収合併され解散[1]。

## 脚註
1. 1 2  子会社間の合併契約締結について～荘銀カードと北都カードサービスの合併～ (PDF)  フィデアホールディングス株式会社
2. ↑  この際、加えてMUFGカードの取り扱いも開始したが、程なく新規発行受付を停止。